# Hessy Levinsons Taft
Hessy Levinsons Taft, nascuda com a Hessy Levinsons, (Berlín, 17 de maig de 1934) és una química jueva alemanya, que va aparèixer com a model a la propaganda nazi després que el 1935 la seva foto guanyés un concurs per trobar «el nadó ari més bonic». Posteriorment, el partit nazi va distribuir àmpliament la seva imatge en una varietat de materials, com ara revistes i postals, per promoure l'arianisme.

## Fotografia
Els seus pares, Jacob Levinsons i Pauline Levinsons (de soltera Levine), eren  jueus asquenazites originaris de Letònia i desconeixien la decisió del seu fotògraf de presentar el retrat al concurs fins que van saber que la seva filla havia estat seleccionada com a guanyadora pel ministre de propaganda nazi Joseph Goebbels.
Tement que els nazis descobrissin que la seva família era jueva, la mare de Taft va informar al fotògraf, anomenat Hans Ballin, que eren jueus. El fotògraf va dir a la seva mare, Pauline, que sabia que eren jueus i que va presentar deliberadament la fotografia de Taft al concurs perquè «volia fer ridículs els nazis». El juliol de 2014, Taft va dir al diari en alemany Bild que «ja me'n puc riure, però si els nazis haguessin sabut qui era realment, no seria viu».

## Vida posterior
El 1938, Jacob Levinsons va ser arrestada breument per les Schutzstaffel (SS). El mateix any, la família va emigrar a França i es va establir a París, després es va traslladar a Cuba i d'allà als Estats Units d'Amèrica el 1949.
Hessy Levinsons va estudiar química a l'institut Julia Richman de Nova York i es va especialitzar en química al Barnard College, on es va graduar el 1955. Com a estudiant de postgrau en química a la Universitat de Colúmbia, va conèixer el seu marit, l'instructor de matemàtiques Earl Taft. Ella i el seu marit es van incorporar al professorat de la Universitat Rutgers, però ella va deixar el món acadèmic per formar una família i, més tard, va treballar a l'examen de Química AP per a l'Educational Testing Service (ETS). L'any 2000, després de 30 anys a l'ETS, va tornar a Nova York com a professora de química a la Universitat de St. John's. La seva recerca en aquest període posterior de la seva vida es va centrar en la sostenibilitat de l'aigua. Es va jubilar el 2016.